# FAB-3000
FAB-3000 (ryska: ФАБ-3000) är en sovjetisk/rysk tung flygbomb. Den första varianten började tillverkas 1946 som beväpning för bombflygplanet Tupolev Tu-4 och kom senare att användas även på Iljusjin Il-28, Tupolev Tu-14 och Tupolev Tu-16.
Ursprungligen användes FAB-3000 bara av tunga bombflygplan eftersom inga taktiska flygplan kunde bära en så stor bomb. Det ändrades i och med införande av Jakovlev Jak-28 som kunde bära en FAB-3000 i sitt bombutrymme. Under Afghansk-sovjetiska kriget uppstod behovet att kunna precisionsbomba med tunga bomber då mujaheddin gömde sig i grottor som låg för djupt för att slås ut med lättare bomber och därför började Sovjetunionens flygvapen att utrusta Suchoj Su-24 med FAB-3000.
I juni 2024 användes för första gången FAB-3000 utrustad med UMPK-tillsats i Rysk-ukrainska kriget mot mål i Charkiv. UMPK är ett paket med autopilot med tröghetsnavigering och GPS samt två utfällbara vingar som förvandlar FAB-3000 till en glidbomb. FAB-3000 utan UMPK har även tidigare använts i kriget, bland annat för att krossa Azovbataljonens försvar av Azovstal järn- och stålverk.

## Varianter
- FAB-3000-M46 – Ursprunglig variant avsedd som intern last för bombflygplan.
- FAB-3000-M54 – Bomb med tjockare skal för bättre inträngningsförmåga och splitterverkan.